# Grand Prix de Plumelec 1974
Il Grand Prix de Plumelec 1974, prima edizione della corsa, si svolse il 5 maggio su un percorso con partenza e arrivo a Plumelec. Fu vinto dal francese Roger Pingeon della Jobo-Lejeune davanti ai suoi connazionali Georges Talbourdet e Patrick Beon.

## Ordine d'arrivo (Top 10)
| Pos. | Corridore             | Squadra                | Tempo |
| ---- | --------------------- | ---------------------- | ----- |
| 1    | Roger Pingeon         | Jobo-Lejeune           |       |
| 2    | Georges Talbourdet    | Gan-Mercier-Hutchinson |       |
| 3    | Patrick Beon          | Peugeot-BP-Michelin    |       |
| 4    | Jean-Pierre Parenteau | Peugeot-BP-Michelin    |       |
| 5    | Roland Berland        | Bic                    |       |
| 6    | José Catieau          | Bic                    |       |
| 7    | Pierre Martellozzo    | Peugeot-BP-Michelin    |       |
| 8    | Jean-Pierre Genet     | Gan-Mercier-Hutchinson |       |
| 9    | Alain Santy           | Gan-Mercier-Hutchinson |       |
| 10   | Jacques Esclassan     | Peugeot-BP-Michelin    |       |